# Kroktjärnen (Ramsele socken, Ångermanland, 705809-152800)
Kroktjärnen är en sjö i Sollefteå kommun i Ångermanland och ingår i Ångermanälvens huvudavrinningsområde.